# Сельское поселение «Ушарбай»
Сельское поселение «Ушарбай» (бур. Ушарбайн hомон) — муниципальное образование в составе муниципального района «Могойтуйский район» Агинского Бурятский округа в Забайкальском крае Российской Федерации.
Административный центр сельского поселения — село Ушарбай.

## История
В 2018 году Законом Забайкальского края от 15 ноября 2018 года № 1646-ЗЗК «О создании населенных пунктов на территории Могойтуйского района Забайкальского края» на территории сельского поселения «Ушарбай» образованы следующие сельские населенные пункты:
1) сельский населенный пункт с отнесением его к категории села с предполагаемым наименованием — Новый Ушарбай;

2) сельский населенный пункт с отнесением его к категории хутора с предполагаемым наименованием — Западный Ушарбай.
Распоряжением Правительства России от 15 июня 2019 г. № 1303-р присвоено наименование вновь образованным населенным пунктам — селу Новый Ушарбай и хутору Западный Ушарбай.

## Состав поселения
В состав сельского поселения входит семь населённых пунктов:
1. село Ушарбай
2. село Новый Ушарбай
3. хутор Западный Ушарбай
4. посёлок при станции Бурятская
5. Разъезд Перевал
6. Разъезд 67
7. Разъезд 69

## География
Территория муниципального образования — 3126 га. Представляет собой равнины и плоскогорья.

## Власть
Глава сельского поселения — Бадмажапов Болот Балжирович.

## Население
| 2010  | 2011  | 2012  | 2013  | 2014  | 2015  | 2016  |
| ----- | ----- | ----- | ----- | ----- | ----- | ----- |
| 1348  | ↘1342 | ↘1293 | ↘1252 | ↘1230 | ↘1215 | ↘1191 |
| 2017  | 2018  | 2019  | 2020  | 2021  |       |       |
| ↘1157 | ↘1126 | ↗1132 | ↘1086 | ↘963  |       |       |

## Экономика
- племзавод «Ушарбай»

## Транспорт
По территории поселения проходит Забайкальская железная дорога. Кроме разъездов есть станции Бурятская и Седловая. На станциях останавливаются пассажирские поезда.

## Образование
Средняя общеобразовательная школа в селе Ушарбай.